# Microtus montanus
Microtus montanus е вид бозайник от семейство Хомякови (Cricetidae).

## Разпространение
Видът е разпространен в Канада (Британска Колумбия) и САЩ (Айдахо, Аризона, Вашингтон, Калифорния, Колорадо, Монтана, Невада, Ню Мексико, Орегон, Уайоминг и Юта).